# Peplis
- Commons
- Wikispecies

Peplis L. é um género botânico pertencente à família Lythraceae.

## Sinonímia
- Lythrum L.

## Espécies
- Peplis alternifolia
- Peplis americana
- Peplis australis
- Peplis diandra
- Peplis portula
- Lista completa

## Classificação do gênero
| Sistema | Classificação                     | Referência               |
| ------- | --------------------------------- | ------------------------ |
| Linné   | Classe Hexandria, ordem Monogynia | Species plantarum (1753) |